# Sayat-Nova (krater)
Sayat-Nova är en nedslagskrater på planeten Merkurius, med en diameter på ungefär 146 kilometer.
1979 uppkallades kratern efter den armeniske musikern Sajat-Nova.